# Le baruffe
Le baruffe ist eine Oper (Originalbezeichnung: „Teatro di musica“) in drei Bildern von Giorgio Battistelli (Musik) mit einem Libretto von Battistelli und Damiano Michieletto nach der Komödie Viel Lärm in Chiozza von Carlo Goldoni. Sie wurde am 22. Februar 2022 im Teatro La Fenice in Venedig uraufgeführt.

## Handlung
Die Oper spielt in Chioggia, einem Fischerdorf in Venetien. Ein kleiner Flirt führt zu Tratsch und Missverständnissen, die sich zu einem handfesten Streit zwischen den Dorfbewohnern ausweiten. Nur mit viel Mühe gelingt es dem engagierten auswärtigen Adjutanten des Gerichtskanzlers, nach und nach eine Versöhnung mit drei Hochzeiten herbeizuführen.
Die Szenennummern der folgenden Inhaltsangabe basieren auf der vorläufigen Partiturausgabe der Oper. Das Video der Uraufführung weicht im zweiten Akt geringfügig davon ab. Die korrespondierenden Szenennummern von Goldonis Vorlage sind in eckigen Klammern angegeben.

### Erstes Bild
Preludio.
Straße mit niedrigen Häusern
Szene 1 [I:1]. Die Frauen Pasqua und ihre Schwägerin Lucietta sowie Libera und ihre Schwestern Orsetta und Checca unterhalten sich beim Klöppeln über das Wetter, ihre Alltagsarbeit und die Familienverhältnisse. Pasqua ist die Frau des Fischers Toni. Libera ist mit Fortunato vermählt. Die beiden Männer befinden sich zusammen mit Tonis Bruder Beppo und dem jungen Titta-Nane beim Fischfang. Letzterer ist Luciettas Geliebter, während Orsetta sich Hoffnungen auf Beppo macht. Auch Checca will heiraten, hat aber noch nicht den Richtigen gefunden.
Szene 2 [I:2 Ende]. Der Bootsmann Toffolo trifft ein. Wenig später erscheint der junge Kürbisverkäufer Canocchia und bietet Lucietta eine gebackene Kürbisschnitte an. Pasqua nimmt ebenfalls eine Scheibe. Auch Checca will ein Stück kaufen. Als Toffolo für sie zahlen will, weist sie ihn zurück.
Szene 3 [I:3]. Toffolo flüstert Checca zu, dass er einen Arbeitsplatz an der Bootsstelle in Aussicht habe und sich dann eine Frau nehmen wolle – doch sie habe ihm ja bereits früher zu verstehen gegeben, dass sie ihn nicht wolle. Die anderen bemerken dieses Gespräch und beginnen über die beiden zu lästern. Lucietta flirtet mit Toffolo. Checca will Titta-Nane davon berichten. Es kommt zu einem Wortgefecht, in dem sich alle gegenseitig beschimpfen und über ihre Spitznamen lustig machen.
Szene 4 [I:3 Ende]. Erst als der Fischer Vicenzo von der Rückkehr der Männer berichtet, beruhigen sich die Gemüter wieder. Die Frauen wollen über die Angelegenheit schweigen.
Ansicht des Kanals mit verschiedenen Fischerbarken, darunter der Kutter von Padron Toni
Szene 5 [I:5]. Nach der Landung der Fischer begutachtet Vicenzo den Fang. Toni hofft, alles gleich an Bord verkaufen zu können. Beppo will seinem Trauzeugen einige Fische schicken.
Szene 6 [I:6]. Pasqua und Lucietta treffen ein. Toni hat seiner Frau und seiner Schwester Geschenke mitgebracht. Beppo zeigt Lucietta einen Ring, den er für Orsetta gekauft hat. Daraufhin erzählt ihm Lucietta von dem Streit und Toffolos Verhalten, der mit allen, auch mit Orsetta, geflirtet habe. Das macht Beppo so wütend, dass er mit Orsetta brechen und den Ring verkaufen will.
Szene 7 [I:7]. Fortunato, Titta-Nane und Vicenzo entladen das Boot. Titta-Nane kann das Wiedersehen mit Lucietta kaum erwarten. Vicenzo hat Mühe, Fortunato zu verstehen, der aufgrund eines Sprachfehlers Silben verschluckt.
Szene 8 [I:9]. Libera, Orsetta und Checca kommen hinzu. Nach der Begrüßung machen Checca und Orsetta Titta-Nane gegenüber Andeutungen über Luciettas angebliches Verhältnis mit Toffolo. Titta-Nane will diesen sofort zur Rede stellen und Lucietta den Laufpass geben.
Straße mit Häusern, wie in der ersten Szene
Szene 9 [I:10]. Toffolo bereut seinen Flirt mit Lucietta. Da sein eigentliches Interesse Checca gilt, will er Fortunato um deren Hand bitten. Vor dessen Haus trifft er auf den wütenden Beppo, der sofort Streit anfängt. Die Situation eskaliert, bis Beppo ein Messer zieht und Toffolo Steine nach ihm wirft.
Szene 10 [I:11]. Als der von dem Lärm aufgeschreckte Toni aus dem Haus kommt, wird er von einem Stein getroffen und holt einen Säbel aus der Wohnung, um sich zu rächen. Pasqua und Lucietta rufen laut um Hilfe.
Szene 11 [I:12]. Der Streit eskaliert weiter. Fortunato, Libera, Orsetta, Checca und weitere Dorfbewohner kommen hinzu. Die Frauen versuchen, die Lage zu beruhigen, indem sie Toni und Beppo ins Haus stoßen. Toffolo stößt Drohungen gegen die beiden aus.
Szene 12 [I:13]. Als letztes erscheint Titta-Nane, der Toffolo mit einem Säbel zu Boden stößt. Fortunato greift dazwischen und zerrt Titta-Nane gewaltsam ins Haus.  Die Frauen jagen Toffolo unter Verwünschungen davon. Der droht mit einer Anzeige.

### Zweites Bild
Gerichtszimmer
Szene 1 [II:1]. Isidoro, der Adjunkt des Gerichtskanzlers, sitzt schreibend an einem kleinen Tisch, als Toffolo eintritt, um seine Klage gegen Toni, Beppo und Titta-Nane vorzubringen. Diese hätten ihn grundlos angegriffen. Nur das Eingreifen guter Leute wie Fortunato, Libera, Orsetta und Checca habe ihn gerettet. Pasqua und Lucietta seien ebenfalls anwesend gewesen. Toffolo fordert, die Schuldigen streng zu bestrafen. Isidoro nimmt die Angelegenheit ernst und lässt die Zeugen vorladen.
Straße wie in der ersten Szene des ersten Bildes
Szene 2 [II:2]. Pasqua und Lucietta bereuen ihre Geschwätzigkeit. Lucietta sehnt sich nach einer Versöhnung mit Titta-Nane, will aber auf keinen Fall nachgeben.
Szene 3 [II:3]. Titta-Nane hingegen überlegt, wie er Lucietta den Laufpass geben kann. Als sie aufeinandertreffen, finden beide nicht die richtigen Worte. Stattdessen teilt Titta-Nane Pasqua mit, dass er sich von Lucietta lossage. Diese zieht sich verärgert zurück. Pasqua versucht zu vermitteln, indem sie ihm von Luciettas ungebrochener Liebe zu ihm erzählt. Lucietta kehrt jedoch zurück und wirft Titta-Nane seine Geschenke für die Füße. Sie bricht in Tränen aus, aber es gibt keine Versöhnung.
Kanzlei
Szene 4 [II:8] (fehlt im Video der Uraufführung). Vicenzo und Isidoro überlegen, ob und wie sie eine Einigung herbeiführen können. Ein Urteil kann Isidoro nicht fällen, da sich sein Vorgesetzter, der Gerichtskanzler, noch in Venedig befindet. Er will noch einmal mit den Betroffenen sprechen.
Szene 5 [II:12] (fehlt im Video der Uraufführung; dort auszugsweise nach Szene 9). Im Gespräch mit Checca erkennt Isidoro, dass sie Gefühle für Titta-Nane hat. Er verspricht ihr, in ihrem Sinne mit ihm zu reden.
Straße, wie in der ersten Szene des ersten Bildes
Szene 6 [III:1]. Beppo ist so wütend auf Orsetta und Toffolo, dass er lieber ins Gefängnis gehen würde als auf seine Rache zu verzichten.
Szene 7 [III:2]. Libera, Orsetta und Checca teilen Beppo mit, dass Vicenzo zufolge eine gütliche Einigung möglich sei. Beppo will davon nichts hören. Er beruhigt sich erst, als sie ihm versichern, dass das von Lucietta und Pasqua verbreitete Gerücht von Orsettas Verhältnis mit Toffolo eine Lüge sei und Titta-Nane sich von Lucietta getrennt habe.
Szene 8 [III:5] (fehlt im Video der Uraufführung). Pasqua und Lucietta warnen Beppo vor seiner bevorstehenden Verhaftung.
Szene 9 [III:8]. Isidoro fordert Lucietta auf, ihm zu folgen. Vicenzo soll unterdessen nach Toffolo suchen und ihn zu ihm bringen. Vicenzo bittet Beppo und Toni, mitzukommen.
Szene – [II:12, Ausschnitt]. Im Gespräch mit Checca erkennt Isidoro, dass sie Gefühle für Titta-Nane hat. Da dieser seine Verbindung mit Lucietta bereits gelöst hat, verspricht Isidoro Checca, in ihrem Sinne mit ihm zu reden. Anschließend sorgt er dafür, dass sich die beiden freundlich grüßen.
Szene 10 [III:9] (fehlt im Video der Uraufführung). Isidoro bittet Checca leise um Geduld. Er habe bereits mit Titta-Nane gesprochen. Dieser wiederum verabschiedet sich unfreundlich von Lucietta.
Szene 11 [III:10]. Die fünf Frauen geraten in heftigen Streit, der in eine wilde Schlägerei ausartet.
Szene 12 [III:11]. Mit Mühe gelingt es Fortunato, die prügelnden Frauen voneinander zu trennen und die Seinigen ins Haus zu treiben.

### Drittes Bild
Kanzlei
Szene 1 [III:12 Mitte]. Isidoro versucht, Titta-Nane für Checca zu interessieren. Der behauptet aber, noch immer Lucietta zu lieben, obwohl er ihr im Zorn den Laufpass gegeben habe.
Szene 2 [III:13–14]. Vicenzo bringt Toffolo in die Kanzlei, wo Isidoro ihn auffordert, sich mit den anderen zu versöhnen – sonst müsse er selbst für die Gerichtskosten aufkommen. Toffolo erklärt, dass er vor den anderen Angst habe und eine Sicherheit benötige. Daraufhin lässt Isidoro Titta-Nane versprechen, Toffolo nicht mehr zu belästigen. Titta-Nane verlangt im Gegenzug, dass Toffolo Lucietta in Ruhe lässt. Das verspricht Toffolo gerne, da er ohnehin kein Interesse an ihr hat. Auf Drängen der anderen gibt er zu, dass er am liebsten Checca zur Frau nehmen wolle. Toffolo, Toni und Titta-Nane schließen Frieden miteinander.
Szene 3 [III:15]. Beppo unterbricht die Freude mit einem Bericht von der Schlägerei zwischen den Frauen.
Straße mit Häusern wie vorher
Szene 4 [III:16]. Lucietta und Orsetta streiten noch immer und werfen sich gegenseitig Schimpfworte an den Kopf.
Szene 5 [III:17]. Titta-Nane, Toni und Beppo werden in den Streit hineingezogen. Die beiden letzteren vertreiben Titta-Nane, und Toni will ihn auch nicht mehr auf seinem Fischkutter dulden.
Szene 6 [III:18]. Titta-Nane will Waffen holen, um Rache an den beiden zu nehmen. Der gerade eingetroffene Toffolo läuft entsetzt davon, prallt aber mit Isidoro zusammen, der ihn zu Boden stößt. Isidoro und Vicenzo trennen die Streithähne voneinander.
Szene 7 [III:19]. Um Toffolos Heirat mit Checca voranzutreiben, will Isidoro mit Libera und Fortunato verhandeln.
Szene 8 [III:20]. Isidoro stellt Libera Toffolo als möglichen Ehekandidaten für ihre Schwester Checca vor. Sie hat jedoch Bedenken, da Toffolo noch keine feste Stellung und keine eigene Wohnung hat. Isidoro unterstützt deshalb Toffolos Vorschlag, das erste Jahr in Liberas Haus zu wohnen.
Szene 9 [III:21]. Nachdem Isidoro ihr leise versichert hat, dass keine Aussicht auf eine Verbindung mit Titta-Nane bestehe, stimmt Checca dem Vorschlag zu. Isidoro möchte die Heirat unverzüglich stattfinden lassen.
Szene 10 [III:22]. Checcas ältere Schwester Orsetta widerspricht den Plänen, da sie meint, vor ihr heiraten zu müssen. Ihre Verlobung mit Beppo ist jedoch aufgehoben. Isidoro holt diesen hinzu und versöhnt das Paar schnell miteinander, damit beiden Hochzeiten nichts mehr im Wege steht.
Szene 11 [III:23]. Das wiederum verärgert Lucietta, die noch immer wütend auf Beppo ist. Sie will auch keine zweite Schwägerin im Haus dulden, solange sie selbst unverheiratet ist. Isidoro bittet Toffolo, Vicenzo und Titta-Nane zu holen. Da Luciettas Eifersucht auf Checca mit deren Verlobung substanzlos wurde, ist auch sie zur Versöhnung bereit.
Szene 12 [III:24–25]. Pasqua will sich noch nicht beruhigen. Sie gibt erst nach, als ihr Mann Toni drohend einen Stock hervorzieht.
Szene 13 [III:ultima=26]. Schließlich kehrt Toffolo mit Vicenzo und Titta-Nane zurück. Letzterer braucht noch etwas Überredung, um sich wieder mit Lucietta zu versöhnen. Als ihm aber klar wird, dass auch das Glück aller anderen davon abhängt und Lucietta gar in Tränen ausbricht, gibt er nach und bittet sie um ihre Hand. Zur Feier hat Isidoro bereits Musiker geladen und lädt zum Tanz. Lucietta dankt ihm im Namen aller Bräute für seinen Einsatz.
Finale. Alle feiern.

## Gestaltung

### Orchester
Die Orchesterbesetzung der Oper umfasst die folgenden Instrumente:
- Holzbläser: zwei Flöten (2. auch Piccolo), zwei Oboen (2. auch Englischhorn), zwei Klarinetten (1. auch A-Klarinette, 2. auch Bassklarinette), zwei Fagotte (2. auch Kontrafagott)
- Blechbläser: vier Hörner, zwei Trompeten, zwei Posaunen, Tuba
- zwei Akkordeons
- Pauken, Schlagzeug (zwei Spieler)
  - I: Tamtam, Buckelgong, „Lastra“, Steel Drums, Vibrafon, Tamburo basco, Triangel, Peitsche, kleine Trommel, Holzblocks, Becken a 2, Bongos, Becken, Mark Tree, Röhrenglocken, Flexaton, Congas
  - II: große Trommel, Sizzle-Becken („Piatto chiodato“), Glockenspiel, Buckelgong, Xylophon, Becken, Peitsche, Congas, Steel Drums, Hi-Hat, Holzblock, Güiro, Mark Tree
- Klavier
- zwei Harfen
- Streicher: Violinen 1, Violinen 2, Bratschen, Violoncelli, Kontrabässe

### Libretto
Abgesehen von einigen Kürzungen und einem neuen Chor-Prolog behielten die Autoren den Handlungsverlauf der Vorlage bei. Die Gesangssprache ist der venetische Dialekt des Handlungsorts Chioggia, in dem bereits Goldoni seine Komödie verfasste. Dem Regisseur und Co-Autor des Librettos Damiano Michieletto zufolge hat der Dialekt nicht nur die offensichtliche dramaturgische Bedeutung, sondern bestimmt als ausdrucksstarkes und manchmal expressionistisches Stilmittel auch die musikalische Struktur der Oper.
Goldonis Text wurde weitgehend beibehalten, da die Bearbeiter nicht auf die Klarheit und Präzision der Vorlage verzichten wollten. Battistelli nahm lediglich einige Anpassungen zugunsten der musikalischen Ebene vor. Michieletto bezeichnete Goldoni deshalb auch als Autor des Librettos. Den zweiten Akt reduzierten sie allerdings auf das inhaltliche Grundgerüst und entfernten fast den gesamten Teil, in dem die Fischer vor Isidoro als Zeugen vorsprechen. Michieletto hielt diese Szenen für eine Art „Schauspielprobe“ ohne dramaturgischen Wert. Behalten wurde nur der erste Dialog zwischen Toffolo und Isidoro, um letzteren in die Handlung zu integrieren. Michieletto betonte die Bedeutung des von Canocchia verkauften Kürbisses, den Toffolo zu Beginn der Handlung Lucietta anbietet und damit Titta-Nanes Eifersucht entfacht. Im Verlauf der Oper wird er zu einem mehrfach wiederkehrenden Symbol.
Der Prolog zu Beginn der Oper hat keine Entsprechung in Goldonis Vorlage. Michieletto bezeichnete ihn als „eine Art Abkürzung“, „Rap oder Singsang“ oder „Katalog“ aus von Goldoni verwendeten Namen von Personen, Winden oder Fischen oder den zwischen den Personen ausgetauschten Schimpfwörtern. Sie definieren präzise Chioggia als Ort der Handlung. Die Musik des Prologs ist eine Art Ostinato, über dem diese Wörter in ständiger Bewegung wiederholt werden, um in die Atmosphäre der Lagune einzuführen.

### Musik
Im Gegensatz zu Ermanno Wolf-Ferrari oder Gian Francesco Malipiero, die den Dialekt in ihren Goldoni-Vertonungen mieden, empfand Battistelli ihn als „Stimulus, um die periphere lokale Identität zu bewahren und etwas Zeitgenössisches und Experimentelles zu schaffen“. Um den speziellen Tonfall wiederzugeben, habe er die komplexesten Vokalpartien seines gesamten Opernschaffens geschrieben. Zu seinen Mitteln gehörten Glissandi, Portamenti und andere stimmliche Mittel.
Battistelli verzichtete bewusst auf Bezüge zum 18. Jahrhundert bzw. der Entstehungszeit der Libretto-Vorlage und auf die Transparenz und Leichtigkeit der Musik dieser Zeit. Es gibt gelegentlich melodische Fragmente zur Charakterisierung der Figuren sowie Arien und Rezitative, aber auch „sehr emphatischen Sprechgesang“. Ansonsten wählte er einen dichten ausdrucksstarken Stil im Sinne Bertolt Brechts. Die einzige volkstümlich-leichte Melodie erscheint bei der Hochzeitsszene am Ende der Oper. Im Orchester herrschen dunkle Farben und harte Schlagzeugeinsätze vor, obwohl es auch lyrische Stellen gibt, die mit ihnen kontrastieren.
Der Chor am Anfang und Ende der Oper ist eine Ergänzung Battistellis. Er repräsentiert die Bevölkerung Chioggias und singt sowohl auf als auch hinter der Bühne.

## Werkgeschichte
Giorgio Battistellis Oper Le baruffe ist ein Auftragswerk der Fondazione Teatro La Fenice. Er komponierte sie in den Jahren 2019 bis 2020. Das Libretto verfasste Battistelli zusammen mit Damiano Michieletto, dem Regisseur der Uraufführungsproduktion. Es ist eine Bearbeitung von Carlo Goldonis Komödie Le baruffe chiozzotte (Viel Lärm in Chiozza), einem 1762 uraufgeführten populären Stück, dessen realistische Darstellung des einfachen venezianischen Volks schon Johann Wolfgang von Goethe in einem Tagebucheintrag vom 10. Oktober 1786 rühmte. Anlass für den Kompositionsauftrag war das 60-jährige Bestehen des Marsilio-Verlags, des Herausgebers der kritischen Ausgabe von Goldonis Werken. Die Gesangssprache ist der venetische Dialekt des Handlungsorts Chioggia, in dem bereits Goldoni seine Komödie verfasste. Battistellis Oper steht in einer längeren Tradition musikalischer Bearbeitungen dieser Vorlage. 1797 erschien ein Ballett von Alfonso Santi, 1905 ein sinfonisches Werk von Leone Sinigaglia, 1895 eine Musikkomödie von Tomaso Benvenuti im Teatro Pagliano in Florenz, 1920 eine Oper von Franco Leoni im Teatro alla Scala in Mailand und schließlich eine Oper von Gian Francesco Malipiero, die 1926 im Rahmen eines Goldoni-Tryptichons in Darmstadt gezeigt wurde.
Die Uraufführung am 22. Februar 2022 dirigierte Enrico Calesso. Das Bühnenbild stammte von Paolo Fantin, die Kostüme von Carla Teti, das Lichtdesign von Alessandro Carletti, die Videoprojektionen von Sergio Metalli und die Choreografie von Thomas Wilhelm. Die Sänger waren Alessandro Luongo (Padron Toni), Valeria Girardello (Madonna Pasqua), Francesca Sorteni (Lucietta), Enrico Casari (Titta-Nane), Marcello Nardis (Beppo), Rocco Cavalluzzi (Padron Fortunato), Loriana Castellano (Madonna Libera), Silvia Frigato (Checca), Francesca Lombardi Mazzulli (Orsetta), Pietro Di Bianco (Padron Vicenzo), Leonardo Cortellazzi (Toffolo), Federico Longhi (Isidoro), Emanuele Pedrini (Kommandant/Diener) und Safa Korkmaz (Canocchia). Die Aufführung wurde vom Publikum begeistert aufgenommen. Die fünf Folgeaufführungen waren ausverkauft.
Auch bei der Kritik kam das Werk gut an. Uwe Friedrich meinte auf Deutschlandfunk Kultur, dass die Handlung eigentlich „ein Nichts“, und gerade deshalb sehr modern sei. Giuliano Danieli von L’Ape musicale lobte die Ausführenden, die Inszenierung und die Musik. Sein einziger Kritikpunkt war die fast ständig präsente düstere Atmosphäre, die vor allem durch die Musik hervorgerufen wurde. Renato Verga in Première Loge fand die Produktion „visuell superb“, wenn auch musikalisch ungleichmäßig.

## Aufnahmen
- 22. Februar 2022 – Enrico Calesso (Dirigent), Damiano Michieletto (Regie), Paolo Fantin (Bühne), Carla Teti (Kostüme), Alessandro Carletti (Licht), Sergio Metalli (Projektionen), Thomas Wilhelm (Choreografie), Orchester und Chor des Teatro La Fenice.
 Alessandro Luongo (Padron Toni), Valeria Girardello (Madonna Pasqua), Francesca Sorteni (Lucietta), Enrico Casari (Titta-Nane), Marcello Nardis (Beppo), Rocco Cavalluzzi (Padron Fortunato), Loriana Castellano (Madonna Libera), Silvia Frigato (Checca), Francesca Lombardi Mazzulli (Orsetta), Pietro Di Bianco (Padron Vicenzo), Leonardo Cortellazzi (Toffolo), Federico Longhi (Isidoro), Emanuele Pedrini (Kommandant/Diener), Safa Korkmaz (Canocchia).
 Video; Mitschnitt der Uraufführung aus dem Teatro La Fenice in Venedig.
 Videostream der Rai.[8]